# Алачуа (Флорида)
Алачуа (англ. Alachua) — місто (англ. city) в США, в окрузі Алачуа штату Флорида. Населення — 10 574 особи (2020).

## Історія
Місто Алачуа було заснований в 1884 році, коли в цій місцевості була прокладена залізнична лінія. 1887 року в Алачуа відкрилося поштове відділення, а 12 квітня 1905 року Алачуа отримало статус міста. Його населення тоді становило 526 осіб.

## Географія
Алачуа розташована за координатами 29°46′32″ пн. ш. 82°28′20″ зх. д. / 29.77556° пн. ш. 82.47222° зх. д. (29.775547, -82.472297). За даними Бюро перепису населення США в 2010 році місто мало площу 90,98 км², з яких 90,00 км² — суходіл та 0,98 км² — водойми.

## Демографія
Згідно з переписом 2010 року, у місті мешкало 9059 осіб у 3620 домогосподарствах у складі 2538 родин. Густота населення становила 100 осіб/км². Було 4037 помешкань (44/км²).
Расовий склад населення:
| - 72,0 % — білих - 21,4 % — чорних або афроамериканців - 2,2 % — азіатів - 0,4 % — корінних американців - 1,8 % — осіб інших рас |

До двох чи більше рас належало 2,2 %. Частка іспаномовних становила 6,9 % від усіх жителів.
За віковим діапазоном населення розподілялося таким чином: 24,7 % — особи молодші 18 років, 61,9 % — особи у віці 18—64 років, 13,4 % — особи у віці 65 років та старші. Медіана віку мешканця становила 39,5 року. На 100 осіб жіночої статі у місті припадало 87,8 чоловіків; на 100 жінок у віці від 18 років та старших — 83,2 чоловіків також старших 18 років.
Середній дохід на одне домашнє господарство становив 67 149 доларів США (медіана — 54 048), а середній дохід на одну сім'ю — 79 561 долар (медіана — 70 972). Медіана доходів становила 48 125 доларів для чоловіків та 41 127 доларів для жінок. За межею бідності перебувало 14,9 % осіб, у тому числі 21,6 % дітей у віці до 18 років та 5,6 % осіб у віці 65 років та старших.
Цивільне працевлаштоване населення становило 4417 осіб. Основні галузі зайнятості: освіта, охорона здоров'я та соціальна допомога — 41,6 %, науковці, спеціалісти, менеджери — 12,5 %, роздрібна торгівля — 8,9 %, публічна адміністрація — 8,5 %.